# Oskar Fischer (politik)
Oskar Fischer (19. března 1923 Aš – 2. dubna 2020 Berlín) byl německý politik za Sjednocenou socialistickou stranu Německa, v letech 1975–1990 ministr zahraničních věcí Německé demokratické republiky.

## Mládí
Fischer se narodil v roce 1923 v rodině dělníka. V letech 1937–1940 se vyučil krejčím. Za druhé světové války sloužil ve Wehrmachtu a v letech 1944–1946 byl vězněn Sověty.

## Kariéra
Po propuštění se zapojil do Svobodné německé mládeže (FDJ) a vstoupil do Sjednocené socialistické strany Německa (SED). Zpočátku působil jako funkcionář okresního svazu FDJ ve Sprembergu a zemského svazu FDJ v Braniborsku. Po zemských volbách v roce 1950 byl do roku 1951 poslancem braniborského zemského sněmu a předsedou Výboru pro mládež, kulturu a lidovou výchovu. V letech 1951–1952 působil v Ústřední radě FDJ a byl tajemníkem Světové federace demokratické mládeže. Od roku 1952 byl také členem Světové rady mládeže.
V letech 1955–1959 působil jako velvyslanec Německé demokratické republiky v Bulharsku. V letech 1962–1965 studoval společenské vědy v Moskvě. V letech 1965–1975 byl náměstkem ministra zahraničních věcí. Působil také jako státní tajemník. V letech 1971–1989 byl rovněž členem Ústředního výboru SED. V březnu 1975 byl jmenován ministrem zahraničních věcí. Fischer ve funkci nahradil Otto Winzera, který byl z funkce odvolán kvůli špatnému zdravotnímu stavu. Jako ministr zahraničních věcí podepsal v roce 1980 ve Východním Berlíně smlouvu o spolupráci s Organizací pro osvobození Palestiny a také oficiálně navštívil řadu evropských států, včetně Rakouska, Dánska a Nizozemska. Funkci ministra zahraničních věcí vykonával do dubna 1990. Po skočení ve funkci ministra zahraničních věcí se na deset let zcela stáhl do soukromí. V letech 1976–1990 byl poslancem Volkskammer.
Fischer byl prvním členem vlády Německé demokratické republiky, který navštívil papeže Jana Pavla II. ve Vatikánu.

### Pozdější léta a smrt
V roce 2000 Fischer krátce působil jako jeden z několika neformálních poradců Gabi Zimmer. V roce 2007 vydal knihu o zahraniční politice Německé demokratické republiky.
Zemřel 2. dubna 2020 v Berlíně ve věku 97 let.

## Dílo
- FISCHER, Oskar. Die Hauptaufgaben der Leninschen Außenpolitik und ihre Verwirklichung durch das ZK der KPdSU. Berlín: [s.n.], 1973. (německy)
- FISCHER, Oskar. Dringendste Aufgabe: Gefahr eines Nuklearkrieges bannen. Standpunkt der DDR auf UNO-Sondertagung. Grundsatzerklärung. Drážďany: [s.n.], 1982. (německy)
- Die militärische Konfrontation in Europa verringern – die Beziehungen zwischen den Staaten politisch wieder berechenbar machen. Standpunkt der DDR auf der Stockholmer Konferenz. Grundsatzerklärung von Oskar Fischer über die DDR-Friedenspolitik. Drážďany: [s.n.], 1984. (německy)
- FISCHER, Oskar. Rede des Ministers für Auswärtige Angelegenheiten der Deutschen Demokratischen Republik, Oskar Fischer, vor der Plenartagung des Wiener KSZE-Folgetreffens. Berlín: [s.n.], 1987. (německy)